# Pont Chief-Mistawasis
Pour les articles homonymes, voir Mistawasis.
Le pont Chief-Mistawasis (connu comme le Pont des navetteurs nord avant juin 2018) est un pont à poutres situé à Saskatoon, en Saskatchewan. L'ouverture officielle du pont a eu lieu le 2 octobre 2018. Il prolonge la promenade McOrmond au-dessus de la rivière Saskatchewan Sud pour se connecter à la promenade Marquis. La construction de ce pont, situé dans la partie nord de la ville, a été financée ensemble avec la construction du remplacement du pont Traffic (en) de 1907 situé au cœur du centre-ville, qui a été fermé en 2010 ; ce projet a été ouvert à la circulation le 3 octobre 2018.
En juillet 2016, des responsables ont annoncé que, une fois le pont achevé, il porterait un nom lié aux peuples indigènes du Canada. Le pont a été officiellement appelé pont Chief-Mistawasis, en l'honneur de Mistawasis (en), chef de la tribu des Prairies et signataire du traité numéro 6 en 1876, lors d'une cérémonie le 21 juin 2018.
En mars 2017, Radio-Canada a décrit comment un talus construit dans le lit de la rivière pour canaliser l'eau autour de l'endroit où les piliers du pont étaient construits constituait une opportunité pour les surfeurs urbains. Les fonctionnaires ont averti les amateurs de sensations fortes que la construction rendait l'eau près du pont très dangereuse.
Avec son tablier de pont situé à 21,6 mètres au-dessus de la rivière, il s'agit du deuxième pont le plus élevé de Saskatoon. C'est également le pont le plus au nord dans les limites de la ville.